# Linnosaari (ö i Södra Savolax)
Linnosaari är en ö i Finland. Den ligger i sjön Pihlajavesi och i kommunen Nyslott i  landskapet Södra Savolax, i den sydöstra delen av landet, 270 km nordost om huvudstaden Helsingfors. Öns area är 20,3 hektar och dess största längd är 0,8 kilometer i öst-västlig riktning.